# イストラ郡
イストラ郡（イストラぐん、イスタルスカ郡、クロアチア語: Istarska županija, イタリア語: Regione istriana, 英語: Istria County）は、クロアチアのイストリア地方に位置する郡。郡都はパジン。クロアチア語に加えて、イタリア語も公用語となっている。

## 地理

### 主な都市
- ポレッチ
- パジン（郡都）
- ロヴィニ
- プーラ（郡の最大都市）